# 다케다 가쓰요리

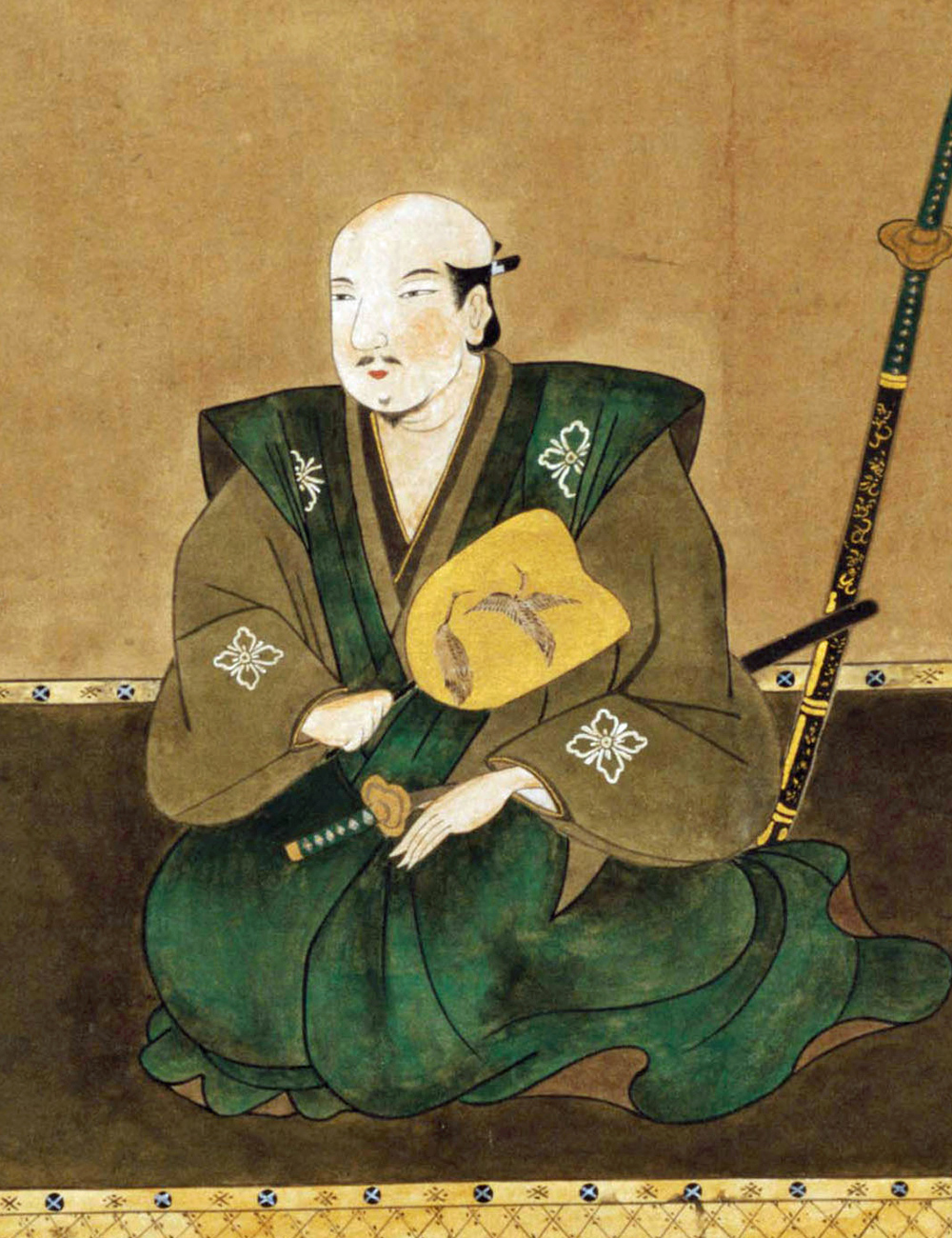
다케다 가쓰요리

다케다 가쓰요리(일본어: 武田勝頼, 1546년 ~ 1582년 4월 3일)는 가이의 센고쿠 다이묘로서 다케다 가문의 제20대 당주이다. 다케다를 대표하는 다케다 24장의 한사람으로 치는 경우도 있다. 스와 가문을 계승했기 때문에 스와 시로 가쓰요리(諏訪四郎勝頼) 혹은 시나노 이나다니의 다카토성주였기 때문에 이나 시로 가쓰요리(伊奈四郎勝頼)라고도 불린다. 아버지 다케다 신겐(武田信玄)은 쇼군 아시카가 요시아키에게 관위와 헨키를 부탁하지만, 오다 노부나가(織田信長)의 압력에 의해 끝내 이루지 못했기 때문에 관위가 없다. 어머니는 신겐의 측실인 스와고료닌이다. 정실은 노부나가의 장녀인 도오야마부진, 두 번째 정실은 호조 우지야스(北条氏康)의 딸 호조부진이다.

## 생애

### 신겐의 적자로
1546년 다케다 신겐의 넷째 아들로 태어났다.
아버지 신겐은 스스로가 멸문시킨 스와 가문의 가독을 잇도록 1562년 어머니의 성인 스와씨로 가쓰요리를 개명하게 한다. 덧붙여 말하면 가쓰요리의 요리(賴)는 스와 가문의 당주였던 외조부 스와 요리시게의 이름 한 자를 쓴 것이다. 그 때문에 스와 시로 가쓰요리라고 이름을 올려 시나노 다카토 성의 성주가 되었다.
1565년 이복형인 다케다 요시노부가 스루가 침공을 둘러싸고 신겐과 대립, 쿠테타를 일으키지만, 실패하고 유폐되어 1567년에 죽는다. 둘째 형인 운노 노부치카는 태어날 때부터 맹인이었기 때문에 출가하고, 셋째 형인 노부유키는 어려서 죽었기 때문에 가쓰요리가 신겐의 지명으로 후계자로 정해졌다.

### 가독 상속
1562년이나 군다이로 임명되어 다카토 성의 성주로 된다. 1563년 고즈케 미노와 성공격 혹은 무사시 마쓰야마 성공격으로 첫 출진을 장식한다. 그 후에 고즈케 미노와 성, 구라가노 성공격등으로 공을 세웠다. 1569년 호조씨의 무사시 다키야마 성공격, 사가미의 오다와라성공격으로 기인된 미마세 고개 전투, 1570년 스루가 평정전 등으로 전공을 세웠다.
1571년 신겐의 명령으로 다카토 성으로부터 쓰쓰지가사키야카타로 이동한다. 그것은 사실상, 가쓰요리를 후계자로 한다는 신겐의 명확한 표현의 일종이었다.
1572년 아버지 신겐이 서상작전(상경작전)를 개시하면서, 한 부대의 대장으로써 참전한고, 12월에는 미카타가하라 전투에서도 오다, 도쿠가와 연합군과 싸워 이겨 그것으로 전공을 세운다. 이 같은 신겐의 만년에 있어서의 주요한 전투에 대부분 참가한 것이다.
1573년 4월 신겐이 상경작전 도중 병사하자, 가독을 상속하고, 다케다 가문 제20대 당주로 되었다. 그러나 신겐의 죽음 때문에 상경작전은 좌절되고, 가쓰요리는 본거지인 가이로 철수한다.

### 오다, 도쿠가와의 반격
신겐이 죽자, 오다 노부나가, 도쿠가와 이에야스는 궁지에서 탈출했다. 노부나가는 노부나가 포위망을 계획한 무로마치 막부 쇼군 아시카가 요시아키를 가와치로 추방하고 에치젠과 오미를 공격해 아자이 나가마사, 아사쿠라 요시카게를 멸문한다. 도쿠가와 이에야스도 다케다씨와 친교했던 기타 미카와 영주 오쿠다이라 사다요시, 오쿠다이라 노부마사를 자기 편으로 만드는 등, 신겐이 살아있을 때는 다케다군을 수비하기에 급급하던 오다, 도쿠가와 연합군의 역공이 시작되었다.
이에 대해 가쓰요리는 아버지 이상의 세력확대를 목표로 적극적인 정복사업을 실시한다. 1574년 음력 2월 히가시 미노의 오다령을 침공해 아케치 성을 접수한다. 노부나가는 자신의 적자 오다 노부타다와 함께 아케치 성의 원군으로 출진했지만, 그에 앞서 가쓰요리가 아케치 성을 함락시켰기 때문에 노부나가는 기후로 철수한다.
6월 도토미의 도쿠가와령을 침입하고, 신겐이 함락하지 못했던 도토미의 철옹성인 다카텐진 성을 함락하고, 성의 장수인 오가사와라 나가타다를 굴복시키고, 히가시 도토미를 대부분 평정한다.

### 나가시노 전투
1575년 가쓰요리는 전년에 다케다 가문을 배반하고 도쿠가와 이에야스의 부하가 된 오쿠다이라 부자를 토벌하기 위해 만5천(일설에서는 8천에서 만)을 이끌고 미카와를 공격한다. 오쿠다이라 노부마사가 농성하고 있는 나가시노 성을 공격한다. 그러나 오쿠다이라의 선전으로 나가시노 성의 공략은 생각 외로 시간을 끌게 된다. 마침내 오다와 도쿠가와의 연합군 약 3만5천(일설에는 오다군 만2천, 도쿠가와군 4천)의 대군이 나가시노의 시타라가하라에 도착하고, 마방책을 포함한 진성을 구축한다. 이에 대해 가쓰요리는 나가시노성을 포위한 2천의 병력은 남겨놓고, 주력 만3천(일설에서는 6천)을 이끌고 시타라가하라로 출격, 오다 도쿠가와 연합군과 대치한다.
당시, 고슈의 병사는 강력했고( 미카와국 병사 한 명이 오와리국 병사 세 명을 당해낸다는 속담이 있을 정도였다, 이런 미카와국 병사와 싸워 왔었던 고슈의 병사를 생각하면 그 강력함을 유추할 수 있다), 또 나가시노 결전 전날의 소규모 전투에서도 승리하여 다케다군의 사기는 한껏 올라간 상태였다. 단, 전장의 가쓰요리부터 뒤쪽에 있던 나가사카 고켄 앞으로 쓰인 서장(書狀)에서는 이번 싸움의 위험도 있다는 의미의 기술이 있고, 다케다가에게도 반드시 낙관적이라고 할 수 없었다는 구절도 있다. 또, 이 서장에서는 가쓰요리가 작전을 짠 일은 없다는 의미의 기술과 적은 핍색했다는 기술도 있으니까 가쓰요리의 자신감 과잉설이 있는 것 같다. 하지만, 전장에 있는 다이묘 가문의 당주가 후방의 가신에게 나오라는 편지라고 생각하면, 문자 그대로 의미를 해석할 수는 없다. 오히려 후방의 불안을 사전에 차단하기 위한 서장으로 보는 것도 가능하다.
오다 노부나가가 직접 출진했다는 그 강한 의지와 지금에서는 야전이 아닌 공성전에 가까운 상황을 감지한 신겐 이래의 중진들은 철수를 진언했다고 한다. 단 이것에 관해서는 가쓰요리의 독단적 행동이었다는 가능성도 있지만, 의문시하는 경향도 있고, 다케다가의 총의에 의해 개전했다는 의견도 있다.
전략적 이유로서는 다케다가와 오다가의 국력차가 벌어져서 조기 결전이 필요 불가결했기 때문이었고, 전술적 이유로서는 도비노스토리데(소규모 성)의 공격에 따른 다케다군의 퇴로 차단에 대한 우려도 있었기 때문이다. 연합군과 결전을 하든가, 전략적 패배 정도는 감수하고 철수하든가 하는 선택밖에 없었다.
1575년 음력 5월20일, 가쓰요리는 오다와의 결전을 선택하였고, 다음날 21일 이른 아침 개전을 했다.
그 날 오전 6시경부터 오후 2시경까지 전투는 계속되었고, 야마가타 마사카게, 쓰치야 마사쓰구가 전사, 그 후에 다케다 군은 붕괴되고, 패주 중에 바바 노부하루, 나이토 마사토요, 하라 마사타네, 사나다 노부쓰나, 마사테루 형제등이 전사했다. 또 도비노스토리데의 공방전에서 다케다 노부자네, 사에구사 모리토모가, 그 후 나가시노성 부근의 전투에서 고사카 마사즈미가 전사한다. 이 패배로 다케다 군에서 만 명 이상의 사상자(일설에서는 다케다가가 천 명, 오다·도쿠가와 연합군이 600명)가 나왔다고 전해진다.

### 오타테의 난
나가시노 전투에서 패배로 많은 유력 무장을 잃은 다케다가에 대해, 오다 노부나가, 도쿠가와 이에야스의 반격은 더욱더 적극적이게 된다. 나가시노 전투 후, 노부나가의 적자 오다 노부타다가 총대장이 되어 히가시 미노의 이와무라 성을 공격하고, 이것을 탈환한다. 이 싸움에 아키야마 노부토모는 전사한다. 이에야스도 요다 노부시게를 굴복시키고 도토미의 후타마타 성을 탈환한다.
이에 대해 가쓰요리는 다케다 군단의 재건을 목표로, 1577년 선친의 숙적인 우에스기 겐신과 동맹을 맺는다. 또, 같은 해, 호조 가문과의 관계를 더욱 깊게하기 위해 호조 우지마사의 동생을 정실(도오야마부진은 노부가쓰 출산후 사망함)로서 맞아들인다.
다음해 1578년 겐신이 병사하자, 겐신의 두 양자로 있는 우에스기 가게카쓰와 우에스기 가게토라간의 오타테의 난이 일어난다. 오타테의 난이 발발되었던 당초에는 동맹자로 있는 호조 우지마사의 동생으로 있는 우에스기 가게토라(호조 우지히데)를 지지하는 목적으로 군사행동을 했지만, 그 후에 우에스기 가게카쓰로 지지를 바꾸었다. 그 이유로는 가게토라와 동맹을 하려면, 기타 시나노 일대 및 고즈케 누마타 일대의 양도를 요구하는 데 반해, 가게카쓰는 군자금에 궁핍한 다케다가에 2만량에 이르는 황금을 지급하고 고즈케 누마타성을 양도한다고 말했기 때문이라고 한다. 영토 양도를 요구하는 가게토라 지원을 찬동하는 가신은 없었다. 그것이 우에스기 가게카쓰로의 지지를 바꾸게 되는 이유였지만, 다케다 가신 스스로가 당장의 이익을 좇아 다케다가 멸망의 원인을 만들었던 것이다. 한편 가게토라가 우에스기 가문을 계승한 경우에도 다케다령은 호죠 세력에 의해 남북으로 협공이 되는 위험성이 있어 선택의 여지가 없었다고 보는 견해도 있다.
다케다가와 화친하고 에치고로 간 결과, 가게카쓰가 승리하고 가게토라는 자결한다. 이런 우에스기가의 내분으로 가쓰요리는 호죠씨와의 요청을 번복했기 때문에 동맹자 호조 우지마사까지도 적으로 돌리게 된다. 이렇게 해서 서쪽으로는 노부나가, 남으로는 이에야스, 동으로는 우지마사라는 3대 세력에 둘러싸인 사태를 만든 것이다.
오다, 도쿠가와에 더해 호조까지도 적으로 돌리는 것은 치명적인 실책이었다. 그러나, 그간의 호조 우지마사의 행동은 소극적이었고, 동맹자로서의 신뢰를 잃었다는 가쓰요리를 옹호하는 의견도 있다. 또 가게카쓰와의 강화를 즈음해 아토베 가쓰스케, 나가사카 고켄이 두 사람에게 뇌물을 받았다는 일화가 있지만, 가게카쓰의 교섭은 시나노 방면의 책임자 다케다 노부토요가 했다는 속설이 있고, 가능성도 높다.

### 다케다 가문의 멸망
1581년 도쿠가와 군의 공격으로 다카텐진 성이 궁지에 몰렸지만, 이미 가쓰요리는 후방에 군대를 보낼 수 없었다. 다카텐진성의 함락은 다케다가의 위신을 크게 떨어뜨리게 되었고, 자국내 영주들은 크게 동요했다. 이를 계기로 오다 도쿠가와 연합의 권모술수가 날이 갈수록 격해지고, 평소에 안 좋게 지내던 일문들(친지들)과 히요리미(日和見)를 하는 영주들(기회주의자)의 비난과 비판이 일어나기 시작한다.
가쓰요리는 드디어 가까운 시일에 오다와 도쿠가와의 연합군이 공격해 올 것을 대비해 쓰쓰지가사키야카타보다 강력하고 견고한 니라사키(야마나시현 니라사키시)에 신부성을 축성하고 방비를 견고하게 하는 한편, 다케다 군단의 재편성을 기획한다. 그러나, 그 때문에 증대된 군자금을 지배하고 있던 영주들에게 부과하게 되고, 그에 따른 영주들의 반발을 사게 되는 결과가 된다. 영주들의 반발은 가쓰요리의 중앙집권화를 목표로 한 정책 때문이라는 의견도 있다.
1582년 음력 2월에는 매부로 있는 기소 요시마사가 신부성 축성에 따른 부담 증대에 불만을 품어 오다 노부나가쪽으로 돌아선다. 450년의 역사를 자랑하는 명문인 다케다 가문은 멸망의 길로 걸어가게 된다.
가쓰요리는 매부인 기소 요시마사의 반역에 격노하고, 바로 기소 토벌군을 보내기 시작했다. 그러나, 눈에 막혀 진군이 곤란해지고, 지리에 밝은 기소군에 농락당한다. 그 사이 오다 노부타다가 이나 방면에서, 가나모리 나가치카가 히다에서, 도쿠가와 이에야스가 스루가에서, 호조 우지나오가 간토 및 이즈로부터 다케다령으로 침공해 온다.
이에 대해 다케다군은 조직적인 저항을 할 수 없었다. 가쓰요리의 숙부 다케다 노부카도는 오다 도쿠가와 방위전의 요충이라 할 수 있는 오시마성을 버리고 가이로 패주하고, 시나노의 이나 성에서는 오다군이 다가오자 성주 게조 노부우지가 가로(家老)에 의해 추방당해, 스스로가 오다군을 마중을 하는 꼴이 되었다. 시나노 마쓰오 성의 성주인 오가사와라 오부미네와 스루가 다나카성의 성주 요다 노부시게도 오다 도쿠가와 연합군의 침공전에 싸우지도 않고 항복한다. 더욱이 다케다 일족의 중진으로 있는 아나야마 노부키미까지도 가쓰요리를 단념하고, 도쿠가와 이에야스의 중개로 오다 노부나가에게 복속을 맹세한다. 이 때문에 다케다씨에 속한 영주들은 크게 동요하게 된다.
이 정보를 접한 다케다군의 장병은 서로를 불신하게 되었고, 의심으로 점철된 장병들은 가쓰요리를 내버려둔 채, 틈을 봐서 차례차례 도망가기 시작했다. 유일하게 저항 같은 저항을 한 사람은 농성하고 있던 다카토 성의 니시나 모리노부뿐이었다. (노부타다가 모리노부에게 개성을 요구하며 승려를 보내지만 모리노부는 그 승려의 귀와 코를 잘라 돌려 보냈다고 한다. 그리고, 전체 병사와 함께 옥쇄했다. 이에 대해 신초코키(信長公記)에서는 다음과 같이 경의를 표하고 있다.
비할 데 없는 재능, 전대미문으로 되다.
(比類なき働き、前代未聞の次第なり)

### 말년
같은 해 음력 3월 가쓰요리는 미완성의 신부 성에 불을 지르고 도주를 한다. 가이의 유력 영주로 같은 일문인 오야마다 노부시게와 시나노 영주로 있는 사나다 마사유키가 가쓰요리를 받아 들이겠다는 표명을 한다. 가쓰요리가 선택한 것은 다케다가의 본령으로 있는 노부시게(가이의 영주)의 거성 이와도노야마 성이었다. (오야마다씨의 거성은 야무라 성으로 이와도노야마 성은 오야마다령내의 다케다가 직할 성이었다는 설도 있다.) 그러나, 노부시게는 오다 노부나가에 투항하는 방침으로 전환했고, 가쓰요리의 진로를 막아버리는 꼴이 되었다. (후에 오야마다 노부시게는 배신자라는 오명과 함께 노부나가에 의해 처형된다.) 다키가와 가즈마스 혹은 다키가와 이치마스가 추격해 와서, 도망갈 장소가 없다고 각오한 가쓰요리 일행은 다케다 가문의 연고지로 있는 덴모쿠산으로 향해 간다. 그러나, 그 도중 이미 가즈마스에게 따라잡혀 적자인 다케다 노부카쓰와 정실인 호조부진과 함께 자결한다. 향년 37세. 이에 따라 가이 다케다씨는 사실상 멸문되었다.
에도 이후에 재건된 다케다 가문은 가쓰요리의 둘째 형인 운노 노부치카의 계보이다.

### 묘소와 수급을 씻은 장소
1588년에 도쿠가와 이에야스가 다케다 가쓰요리가 죽은 장소에 게토쿠인(慶德院)을 건립한다. 이유는 다케다가에 조의를 표하기 위해서였다. 이곳은 다케다 가쓰요리 가족의 묘비와 신위가 모셔져 있다. 그리고 그 주위에는 가쓰요리의 부자의 수급을 씻은 장소도 보인다. 그리고, 건너편 개천에는 가쓰요리를 모셨던 16명의 사무라이 여성이 몸을 던진 히메게자와와 그것을 애도하는 석비도 있다. 현재 매년 4월에 이곳 야마토무라(현 야마나시현 고슈시)에서 다케다 가쓰요리 고(公) 마쓰리가 열리며, 이때 행해지는 무녀들의 춤은, 16명의 사무라이 여성을 나타내고 있다.

## 인물, 일화
대 도쿠가와씨, 대 호조씨와의 싸움 등에서 보여준 전술의 기민함과 무용 등으로 화려한 전과를 올렸고, 맹장이 많은 다케다가의 고참과 비교해도 손색이 없다.
- 1569년 무사시 다키야마 성 공격에서는 총대장으로 있으면서 최전선에서 싸웠고, 산노마루[1]까지 공격해 함락했다.
- 같은 해 스루가 간바라 성 공격에서는 교묘하게 성의 병사를 꼬드겨 호조 신자부로형제 등 이름있는 무장을 전사시키고 공략했다.
- 같은 해 스루가 하나자와 성(현 모치후네 성)공격에서는 나가사카 고켄, 스와 요리토요 등과 함께 화살과 총탄이 빗발치는 상태에서 성문에 매달린 이야기가 전해지고 있다.
- 1574년 미노를 침공하자 순식간에 아케치 성을 비롯해 부속된 작은 18성을 함락시킨다.
- 1578년 호조 우지마사와 스루가에서 대치 중, 도쿠가와 이에야스에게 후방을 공격당하자, 정면에 있는 호조군을 뒤로 한 채 군을 도쿠가와 군 쪽으로 급진격했다. 이런 재빠른 움직임에 호조군은 추격을 엄두에 두지 못하고, 도쿠가와군은 다케다군의 기세에 눌려 오이강 서쪽으로 퇴각한다.
- 1580년 고즈게 젠 성공격에서는 갑옷을 입지 않은 채 성을 급습했기 때문에 '맨몸의 공격'이라는 전설을 남겼다.

이와 같은 군사상 이력으로 볼 때 고요군칸에서 '너무 강한 대장'이라고 평하고 있다.
신겐조차 함락하지 못했던 다카텐진 성을 공략한 가쓰요리의 이름은 널리 알리는 계기가 되었다. 그러나, 이 같은 큰 전과가 동시에 가쓰요리의 자만심을 불러 일으켰다고 전해진다. 단 당시의 센고쿠 다이묘에게는 영토의 확장 = 영주, 가신에 대한 은상 확보라는 면이었기 때문에 세력확대를 계속하지 않으면 안 되는 조직구조상 문제도 있다. 이 때문에 확대 노선은 어쩔 수 없는 선택이라는 견해도 있다.
중신 중에는 선대의 말을 지키지 않는 가쓰요리의 혈기를 탐탁치 않게 보는 자도 있고, 전승의 축연 자리에서 고사카 마사노부는 "이 잔이야 말로 다케다 가문을 멸할 잔"이라고 불평했다고 한다. 그러나, 실제로는 노부나가가 겐신에게 보낸 편지에서는 "다케다 시로는 신겐의 지시를 잘 지키고, 표리의 진퇴에도 교묘해서 방심할 수 없다."라고 쓰고 있다. 이 발언은 속설과 맞지 않는다.
어머니는 신겐이 멸문시킨 스와 요리시게의 딸이었기 때문에, 당시 가이의 사람들은 가쓰요리를 복수를 바라는 저주 받은 아이라고 우려를 나타냈다고 한다.

## 다케다 가문의 내부 문제
가이 영주들부터 신겐이 키운 부장, 그리고, 친지들과 가쓰요리의 측근 등으로 다케다가 가신의 중심이 이동하면서, 체제의 변동을 잘 꾸려가지 못한 다케다가의 구조적인 문제도 짚고 넘어가야 한다.. 그런 이유로 도슈와 가신단(다케다 군단)이 우수하더라도, 시대의 흐름을 타지 못한 센고쿠 다이묘라고 언급할 수 있는지도 모르겠다.
신겐의 치세는 카리스마라는 말로 표현되는 체제가 아니라, 지배하의 각세력의 권력을 보장하고 각자의 능력을 활용하는 것이다. 이것이 신겐의 탁월한 능력이라는 반증일 수도 있지만, 근본적으로 중앙집권화가 불가능한 결과를 만들었다고 말할 수 있다. 신겐 시대와 가쓰요리 시대에는 주위의 상황이 크게 바뀌었다. 적대세력이 많아졌고, 디케다의 자기세력과 비슷하거나 그 이상의 국력을 가진 세력들이 대거 등장하였고 그 중에서도 오다가는 특출하게 큰 세력이 되었다. 그 오다가와 항쟁하면서 신겐이 남긴 중앙집권화라는 성가신 일을 가쓰요리가 하지 않으면 안되었다.
일설에 가쓰요리는 다케다가의 정식 도슈가 아니라, 어디까지나 가독 상속(요시노부: 신겐의 장남)에 대한 후견인의 입장이었다고 전하고 있다. 소위 가쓰요리 진다이(陣代)설이 있지만, 일차 자료로는 확실한 자료가 없어서 속설이라고 생각된다. 그러나, 한번 스와가를 계승한 가쓰요리를 (그 전부터 있던) 동년배와 가신들이 깔보는 경향도 있던 것 같다.
다케다씨 자체가 가이의 절대 군주가 아니라, 자국내 영주들의 맹주로서 불안정한 기반에 서있었다. 사실 가쓰요리의 아버지 신겐도 영주들의 지지를 모아 아버지 노부토라를 추방하고 나서 가독을 승계했다. 또, 가쓰요리의 큰 형 요시노부는 영주들의 지지를 모으지 못해 폐적되어 자결하는 상황으로 몰리게 된다. 신겐이 시나노를 지배하에 둘 때에도 시나노국 영주들을 적극적으로 자기편으로 끌어들여, 다케다가와 이익을 공유한 이익집단 같은 체제를 띠게 된다. 다케다가의 위세가 좋을 때는 견고하게 결속되지만, 일단, 틈이 보이기 시작하면, 공유하는 이익이 없어지게 되고 살얼음판을 건너는 상황으로 치닫게 된다.

## 내정
가독 상속 후에 아버지 신겐시대의 영주 및 가신들이 이권의 추구등을 하게 되고, 이를 둘러싼 내정에 관여하게 된다. 서상작전을 위해 신겐이 많은 쇼야쿠멘쇼(諸役免狀)을 발행했었고, 이에 지지기반이 취약한 가쓰요리는 이미 그들 기득권에 대한 간섭이 불가능했던 것으로 보인다.
어쩔 수 없이, 오다가와 대항하기 위해서 군제개혁이 필요했기 때문에, 중앙집권화를 단행한다. 요리오야요리코(寄親寄子) 제도의 요리코를 받아들여 그들(영주들) 자식을 다케다가의 배속하에 둔다. 그러나, 이것은 영주들의 기득권을 직접적으로 위협하는 행위이기 때문에, 강한 반발을 사게 된다. 영주들로써는 그들 자식이 그들의 지지기반으로 있고, 정치력을 뒤받침할 수 있는 군사력의 근원이기 때문이다. 반면 그렇기 때문에 이것은 다케다가에 의한 영내의 통치권을 강화시키기 위한 꼭 필요한 조치였다.
결과적으로는 중앙집권화를 단행했지만, 가쓰요리와 영주들간의 골만 깊이 파이는 꼴이 되었고, 스스로 무너지게 되는 원인이 된다. 그리고, 도요토미 정권하에서의 우에스기가를 예로 들어 판단하면(모반, 숙청, 출분 즉 추방이 빈번하게 발생), 중앙집권화의 단행이 반드시 내부의 대립을 가져옴을 볼 때, 모든 것을 가쓰요리의 책임으로 물을 수는 없다. 도슈의 지지기반, 권력, 영주들의 세력의 강약, 중앙집권화를 받아들일 수 있는 역량 등의 요소로 볼 때, 곤란한 시기에 중앙집권화를 꾀해야 하는 가쓰요리로서는 불운이라 하겠다.
나가시노 전투 후, 도카이도(東海道)방면에서의 거듭되는 출병 등으로 인해 다케다가의 경제적 상황은 궁핍해진다. (신겐 만년에 이미 궁핍했다는 설도 있다.) 이에 대해 가쓰요리는 유력한 호상(豪商)을 미곡창고 관리직으로 두는 등 재정의 존립을 꾀했다. 고요군칸에서는 이것을 꽤 강한 어조로 비난하고 있지만, 에도시대의 여러 번에서 재정의 존립에 관한 호상의 역할을 본다면, 고요군칸에서의 비난이 모두 논점에 벗어났다는 것을 알 수 있다.
금광에 관해서도 있지만, 다케다가는 직접 관리를 하지 않고, 채굴업자들에게 소유권 명목으로 보상받았다.
상기와 같이 가쓰요리는 꽤 군정(군사정권에 따른 내정)에 심혈을 기울여, 군제의 개혁을 시도한 모양이다. 단, 아래에서의 기술들과 같이 복잡하게 얽현 파벌 속에서 그것도 지지기반이 약했던 상황에서 개혁을 강력하게 추진하는 것은 상당히 어려운 일이다.

## 파벌
다케다가의 신겐 시대와 가쓰요리 시대의 파벌은 다음과 같다.
1. 자국내 영주들 (이타가키 노부카타, 아마리 도라야스, 오부 도라마사등) 하루노부(신겐)을 옹립해 쿠테타를 일으킨 그룹.
2. 신겐이 키운 사무라이다이쇼 안에서 류슈인쇼샤(龍朱印秦者)[6] (야마가타 마사카게, 하라 마사타네, 쓰치야 마사쓰구, 아토베 가쓰스케)
3. 신겐이 키운 사무라이다이쇼 안에서 중요 거점의 성주(바바 하루노부, 가스가 도라쓰나, 나이토 마사히데, 아키야마 노부토모)
4. 가쓰요리가 키운 사무라이다이쇼(아키야마 기이?, 아베 쇼호?, 오하라 단고? 등)
5. 친지들 (아나야마 노부키미, 다케다 노부토요, 다케다 노부카도, 이치조 노부타쓰 등)
6. 영주들 (나가사카 고켄, 이마후쿠 조칸사이, 고마이 치카마사 등)
7. 행정집행관 (아토베 가쓰타다, 아토베 마사타다, 이치가와 마사후사 등)
8. 외지인들 (오바타 토라모리, 하라 도라타네, 다다 미쓰요리, 오코타 다카토시, 야마모토 간스케 등 다케다 5명신: 타국으로부터 초빙된 자로, 아시가루(졸병)를 지휘 등)
9. 거래나 교섭을 하는 상대자들.

권력의 변천은 신겐 초기 1. -> 신겐 중기 ~ 후기 2, (+3) -> 가쓰요리 나가시노 전투 전 2+4+5+6 -> 가쓰요리 나가시노 전투 후 2의 자제 +4+5+6으로 된다. 특히 신겐 후기부터 가쓰요리 시대에는 류슈인조(龍朱印狀: 다케다가에 의한 행정문서)의 발행자로서 이 숫자에 따라 당시의 상황을 짐작할 수 있다. 또, 사나다가 등 미노와 성 조다이(城代)로 되는 등 1.의 조종을 받고 있는 사람과 신겐이 키운 다이쇼로 있으면서 가쓰요리에게 가까웠던 아도베 가쓰스케 등은 특별한 예도 있다.
위에 언급한 것 같이 복잡한 파벌이 존재하는 다케다가에 있어서, 나가시노 전투 이전에 지지기반이 약한 가쓰요리가 독단으로 다케다가를 지휘(나가시노 전투의 개전등)을 했다고 보기는 어렵지 않나 하는 의문이 든다.
소위 슈쿠로라고 불리는 부장도 친지, 자국내 영주, 신겐의 하타모토(旗本) 출신자 등 제각각이었다. 이런 와중에 신겐이 키운 무장으로 있어서도, 조직의 중추로 있는 사람과 최전선의 책임자로서의 입장과는 미묘하게 다르기 때문에, 가쓰요리가 가신들과 대립했다고 도식하는 것은 맞지 않는다.
파벌이 많은 다케다가 안에서, 무장을 키우는 시간도 없이 강력한 적(노부나가)과 싸우지 않으면 안 됐던 상황은 불운이라 하겠다. 그 결과 많은 내분과 대립을 남긴 채 전장으로 향했던 것이다.

## 가쓰요리와 다케다가를 둘러싼 상황
나가시노 전투(시타라가하라 전투)를 신겐의 전략방침을 계승한 것으로 본다면, 이는 불가피한 싸움이고, 오히려 개전시기를 놓친 감이 든다. 다케다가를 둘러싼 환경, 특히 오다 포위망의 바깥세력의 쇠퇴와, 다케다가와 오다가의 국력의 격차, 경제성장, 세력신장의 정도를 고려하면, 가능한 빠른 시기에 결판을 내지 않으면 안되는 다케다가였고, 다케다가로서는 나가시노에서 철수하는 것은 곧 전략적 패배를 의미한다. 전략적으로 볼 때 개전시기는 아슬아슬했다고 보는 경향도 있다. 또, 전술적으로도 속수무책이여서 퇴각해야 된다고 말할 수도 없다. 익포위(翼包圍)로 의도했던 전술도 있고 해서, 만약 양쪽 날개를 담당한 부대 중 어느 쪽이든 적 전선을 우회해 돌파하는 일이 되었다면 다케다가가 승리할 가능성도 충분히 있었다. 예를 들자면, 칸나에 전투과 로보지츠 전투(독일어: Schlacht bei Lobositz, 영어: Battle of Lobositz)등에서 익포위에 따른 열세인 군단이 우세인 적군을 격파하는 일도 있었다. 단, 양 날개가 우회돌파하기 이전에 자군의 중앙이 무너지면, 양 날개의 부대는 고립되어 막대한 손실을 보게 된다. 시타라가하라 전투는 정확히 그에 해당된다. 아무튼, 나가시노 전투 이후는 도카이도 방면에 있어 다케다가는 더 이상 결전을 할 수 없었다.
빠른 시기부터 조총의 유효성을 인식해온 다케다가지만, 나가시노 전투 후에는 더욱더 철포를 중시하게 된다. 현존하는 군역정서에도 "어쨌든 철포를 준비하도록"이라고 기록되어 있다.
오다 노부나가로부터 동맹의 부활을 요청하는 요구가 들어 왔지만, 가쓰요리와 가신들은 그것을 거부하고 우에스기 겐신과 동맹을 맺는다. 오다와 맺었든 우에스기와 맺었든, 가쓰요리 평가를 어렵게 하는 한 요인이다. 그러나, 요시노부 사건을 볼 때에도, 전국 다이묘로서는 전략전환을 할 때는 자국내 영주등의 권익에 부합해야 된다는 것을 간과해서는 안된다.
오다, 도쿠가와와의 전쟁을 슬기롭게 대처했던 가쓰요리지만, 빈번한 출병으로 인한 징세, 병역, 노역등의 부담을 가중시켜 호족과 백성들에게 강한 원성을 사게 되었고, 잇키(一揆)도 다발적이었다. 이러한 원인이 다케다가의 말기에 총체적 붕괴를 초래하게 된다. 덧붙여 영주들이 가신이 아니라, 충의의 관념이 비교적 미약한 센고쿠 시대에 있어서는 현실에 일가견이 있는 영주들은 열세인 경우 배신은 당연한 것이었고 배신하지 않는 경우에도 경제적으로 곤란할 경우 출병을 거부했다. 식량생산이 부족한 가이에서는 기아가 빈번했고, 그때 신겐시대에는 인근 영지의 다른 다이묘들의 국가들을 정벌사업을 해서 인신매매를 포함한 대규모의 약탈을 했다. 물론 참전했던 영주들은 막대한 이익을 챙겼다. 또 가쓰요리 시대에 부담이 늘었다고 말해도, 다케다가의 중과세는 신겐 시대부터의 전통이었다.
다케다 가쓰요리의 센고쿠 다이묘 도슈 및 무장으로서의 자질은 우수하다고 생각되지만, 내부사정과, 주위의 상황들로 볼 때 조건이 열악하다. 지리상으로도 고신 지방(가이, 시나노)은 노비(미노, 오와리), 간토 지방에 비교해서는 불리하다. 인구도 적고, 석고(石高)도 적다. 인구가 적으므로 그로 인해 병력자원이 불리하고, 또 경제규모도 작아진다. 전체적 큰 흐름으로 볼 때도 어느 것 하나 여러 조건들이 노비, 긴키 세력과 간토 세력에 침식당할 가능성이 높다. 결과로서 다케다가의 멸망시에 도슈로 있었기 때문에 망국의 장수라는 비판은 피할 수 없지만, 가쓰요리의 행적에 대해서는 앞으로 재평가 되어야 한다는 것에 가치를 두자.

## 고요군칸의 기술
신빙성에 떨어지는 사료지만, 고요군칸은 가쓰요리에 대해 다음과 같이 평했다.
常に短気なることなく、喧狂におわしまさず、如何にも静かで奥深く見え奉る
(항상 성급하지 않고, 소동을 일으키지 않으며, 자못 얌전해서 속이 깊은 사람)

가쓰요리가 신겐 시대부터 백전연마를 함께 한 노신의 의견을 경시하는 일과 아도베 가쓰스케, 나가사카 고켄 등의 측근을 중용했다는 일이 다케다가에 심각한 내분을 야기했다고 고요군칸에서 주장하고 있다. 그러나, 당시 가쓰요리의 입장에서 본다면, 노신의 의견을 무시했다고 하더라도, 오히려 친지들, 노신들의 의견에 번롱(농락)되었다고 봐야 한다. 가쓰요리는 빈약한 지지기반을 가지고 있어서 강권을 발동할 수 있다고 보기는 어렵다. 내부의 원인은 신겐 시대부터 있었고(특히 요시노부 사건), 억눌렸던 감정이 가쓰요리 시대에 분출했다는 느낌이 든다. 또, 아도베, 나가사카 두 사람은 가쓰요리 시대에 받아들인 악신(惡臣 . . 폐신(廢臣))이라고 불리는 일이 많지만, 나가사카는 신겐 시대에 스와군다이(諏訪郡代)로 있었고, 아도베는 신겐이 키운 무장으로 신겐 생존시에 류슈인쇼샤(龍朱印秦者)였다. 이상으로 볼 때 신겐 시대부터 중용되었다는 것을 알 수 있다. 또, 근년 들어 나가사카가 덴모쿠산에서 순사했다는 설이 유력하다. 이 두 사람의 평가에 관해서 고요군칸의 기술은 신빙성이 떨어진다.

## 여러 설
다케다 신겐의 용병을 도입한 도쿠가와가로서 다케다가의 무위를 칭찬한 점도 중요하다. 그러나, 다케다가의 멸망을 도쿠가와가에 두지 않고, 가쓰요리에게 책임을 돌리는 감도 있다. 동시에 (오다 노부나가의 원군에 의해 다케다가를 멸망시킨 일을 숨기기 위해) 노부나가를 일류 무장이 아니라는 평가를 정착시킬 필요도 있었다고 보인다 (마쓰다이라 노부야스 할복사건, 아네가와 전투에서 아자이세의 분전 등).
고야산에 현존하는 다케다 가쓰요리의 초상화의 레이아웃은 상석에 가쓰요리 하석에 노부카쓰와 호죠부진이라는 구도이다. 매우 드문 것으로, 이 초상화와, 진중(陳中)에(전투 중) 애첩에게 보낸 편지와 호죠부진의 기원문 속의 내용으로부터 판단하건데, 가쓰요리는 애정에 예민한 사람이었던 것으로 보인다.

## 가계
- 부: 다케다 신겐
- 모: 스와 고료닌
- 정실: 도오야마부진 (오다 노부나가의 양녀)
  - 다케다 노부카쓰
- 정실: 호조부진 (호조 우지야스의 딸)
  - 貞姬: 미야하라 요시히사의 부인
  - 다케다 가쓰치가
  - 香具姬: 나이토 다다오키의 부인

적자는 노부카쓰이지만, 1582년 아버지와 함께 자결한다.